# Ma préférence
Pour les articles homonymes, voir Préférence.
Singles de Julien Clerc
Partir
(1977) Macumba
(1979)
Clip vidéo
[vidéo] « Ma préférence à moi - Julien Clerc », sur YouTube
Ma préférence est une chanson d'amour française, du chanteur-compositeur français Julien Clerc, écrite par Jean-Loup Dabadie. Ce single extrait de son 9e album studio Jaloux, sorti en 1978, est un des plus importants succès de sa carrière. Au Canada, la chanson figure en face B du single Travailler c'est trop dur, qui atteint la première place au Québec.

## Histoire
En 1976, Julien Clerc, qui a vécu une relation amoureuse entre 1970 et 1974 avec France Gall, joue dans le film D'amour et d'eau fraîche de Jean-Pierre Blanc. Sur le tournage, il tombe fou amoureux de Miou-Miou, alors compagne de l'acteur Patrick Dewaere et dont elle a eu une fille, Angèle Herry, en 1974.

Julien Clerc et Miou-Miou, dans le film D'amour et d'eau fraîche (1976)
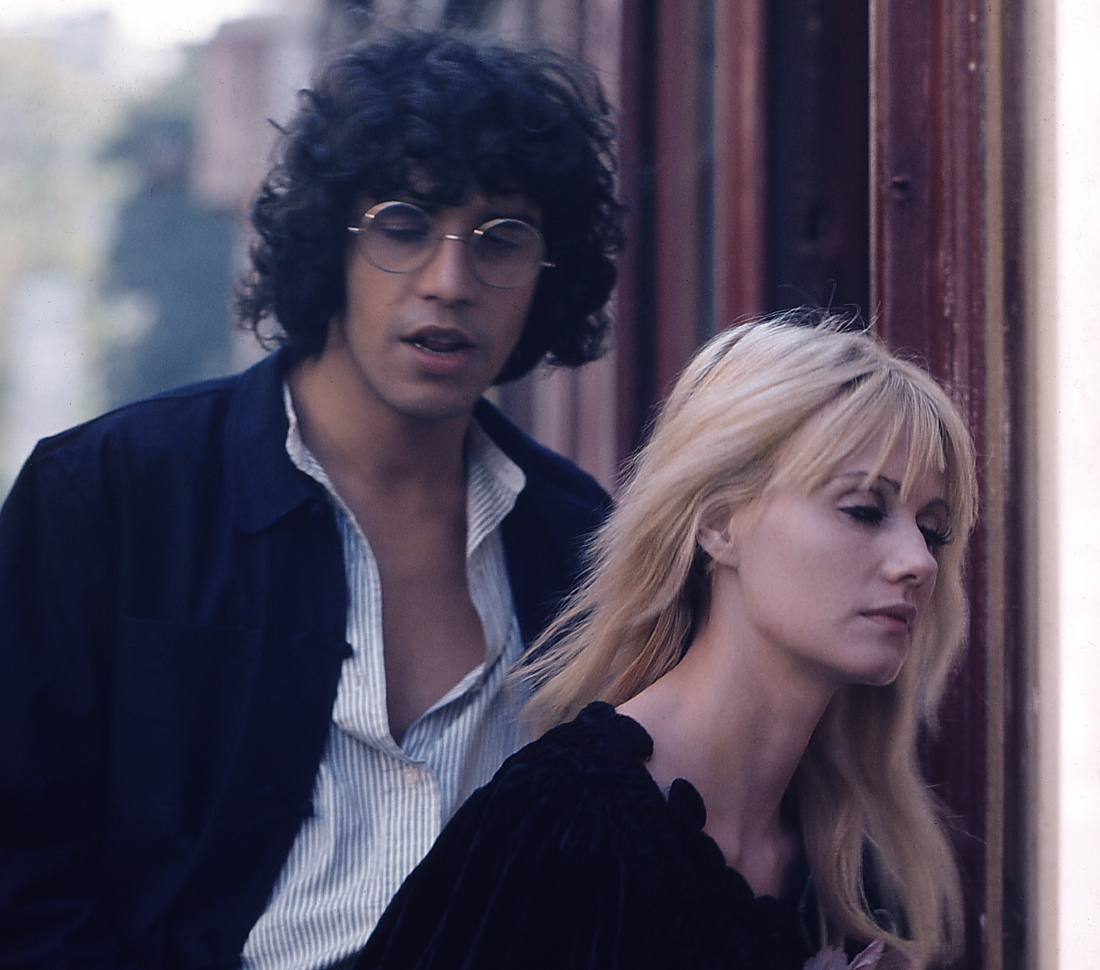
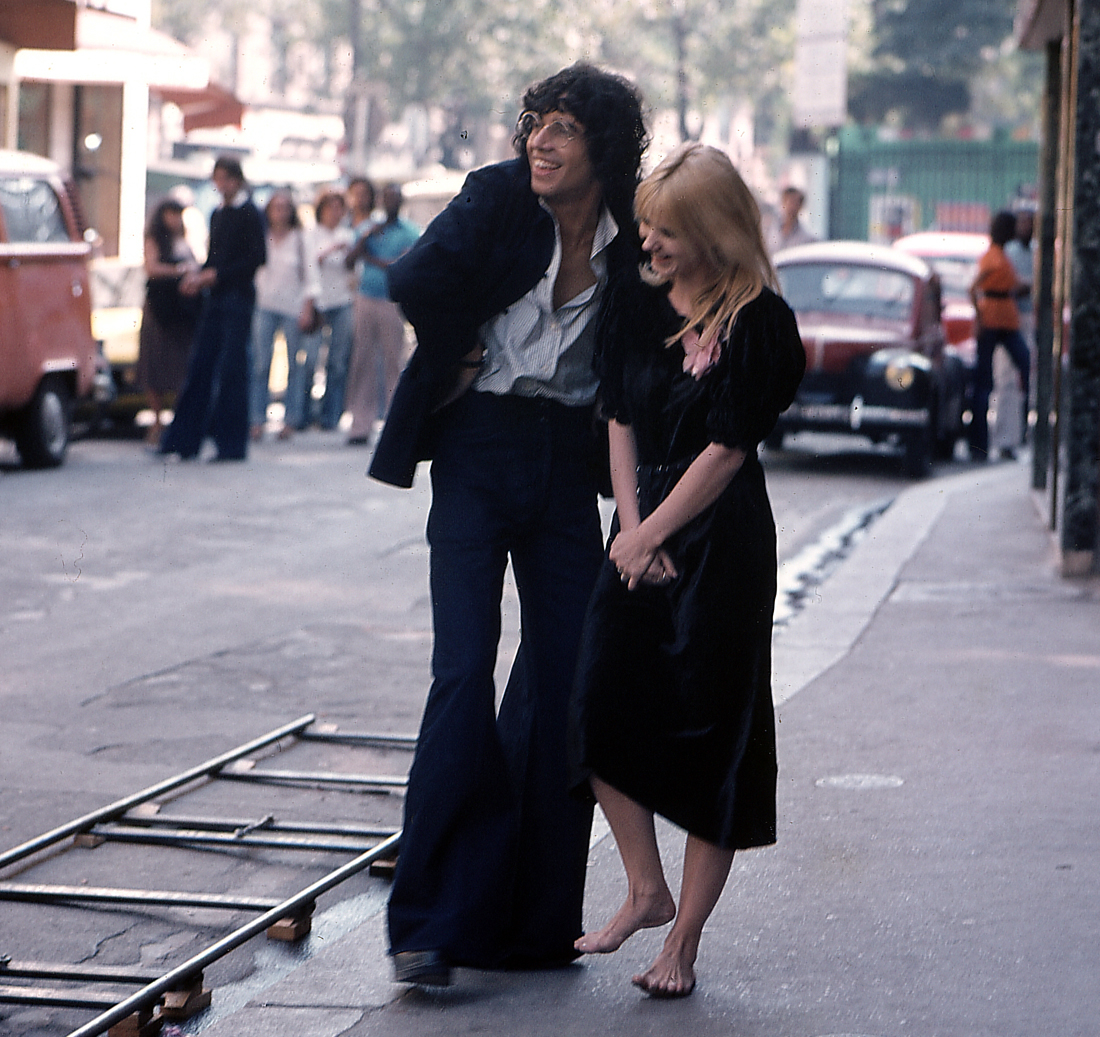
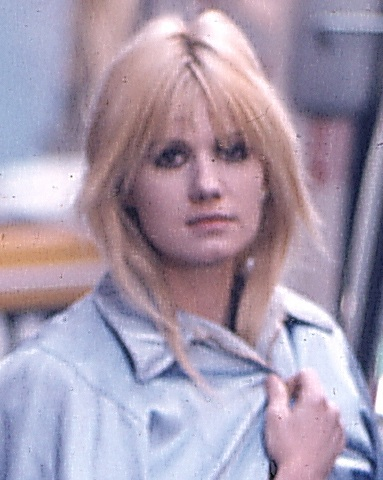

Une relation amoureuse débute alors entre Julien Clerc et Miou-Miou, dont naît une fille, Jeanne Herry, en 1978, ainsi que le 9e album du chanteur, Jaloux, et en particulier Ma préférence. Julien Clerc la chante accompagné par un orchestre symphonique. Elle évoque sa relation amoureuse, désapprouvée par une partie du public, avec Miou-Miou,, et contribue à le propulser au rang de grande vedette de la chanson française :
Julien Clerc et Miou-Miou se séparent en 1981. Jean-Loup Dabadie écrit alors un des autres grands succès de Julien Clerc Femmes, je vous aime, de son 12e album Femmes, Indiscrétion, Blasphème, de 1982.

## Classements
| Classement (1978)              | Meilleure position |
| ------------------------------ | ------------------ |
| Europe (Europarade)            | 16                 |
| France (IFOP)                  | 11                 |
| Pays-Bas (Nederlandse Top 40)  | 32                 |
| Pays-Bas (Nationale Hitparade) | 37                 |

| Classement (1978) | Position |
| ----------------- | -------- |
| France (SNEP)     | 95       |